# Сполуки сірки
Сполуки сірки — це хімічні сполуки, утворені сіркою (S). Загальні ступені окислення сірки коливаються від -2 до +6. Сірка утворює стійкі сполуки з усіма елементами, крім благородних газів.

## Реакції переносу електронів

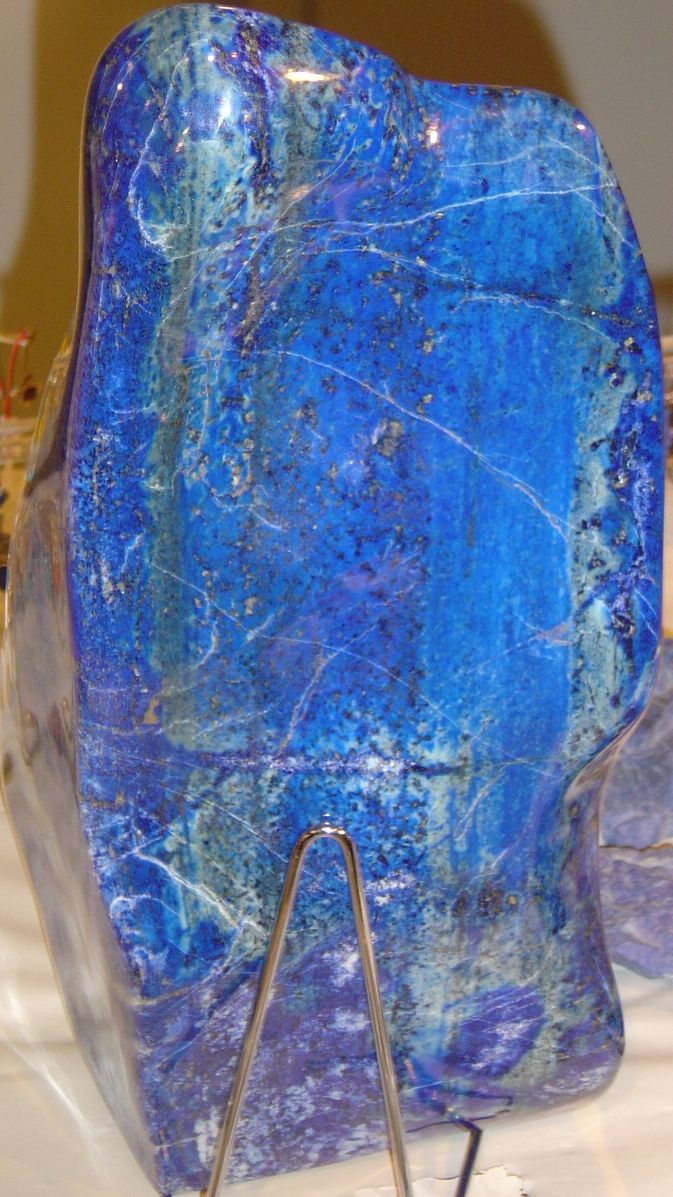
Своїм блакитним кольором ляпіс-лазурит завдячує трисірчаному аніону

Полікатіони сірки S82+, S42+ і S162+ утворюються, коли сірка реагує з окислювачами в сильно кислому розчині. Про забарвлені розчини, отримані розчиненням сірки в олеумі, вперше повідомив ще в 1804 році К. Ф. Бухгольц. S82+ фарбує розчин у темно-синій колір, S42+ - у жовтий і S162+ - у червоний.
Відновлення сірки дає різні полісульфіди з формулою Sx2-, багато з яких були отримані в кристалічній формі. Ілюстративним є утворення тетрасульфіду натрію:
{\displaystyle {\ce {4 Na + S8 -> 2 Na2S4}}}

Деякі з цих діаніонів дисоціюють з утворенням радикальних аніонів, таких як  S3− дає блакитний колір лазуриту.

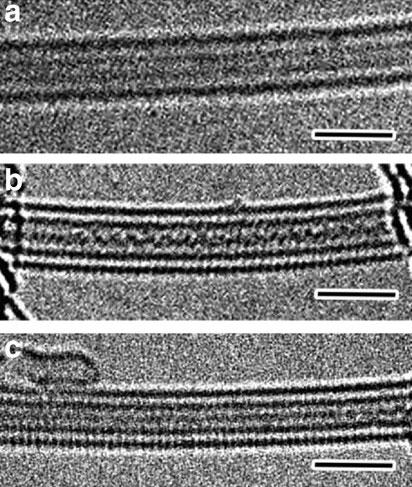
Два паралельних ланцюги сірки, вирощені всередині одностінної вуглецевої нанотрубки (ВНТ, a). Зигзагоподібні (b) і прямі (c) S ланцюги всередині двостінних ВНТ

Ця реакція підкреслює відмінну властивість сірки: її здатність до катенації (зв'язування з собою шляхом утворення ланцюгів). Протонування цих полісульфід-аніонів утворює полісульфани, H2Sx, де x= 2, 3 і 4. Зрештою, відновлення сірки утворює сульфідні солі:
{\displaystyle {\ce {16 Na + S8 -> 8 Na2S}}}
Взаємоперетворення цих видів використовується в натрієво-сірчаній батареї.

## Сірководень
Обробка сірки воднем дає сірководень. При розчиненні у воді сірководень є помірно кислим:
H2S  HS− + H+
Сірководень і гідросульфідний аніон надзвичайно токсичні для ссавців, оскільки вони пригнічують здатність гемоглобіну та певних цитохромів переносити кисень аналогічно ціанідів.

## Сульфіди металів
Сірка реагує з багатьма металами. Електропозитивні метали дають полісульфідні солі. Мідь, цинк і срібло тьмяніють від взаємодії сіркою. Хоча відомо багато сульфідів металів, більшість з них отримують високотемпературними реакціями елементів. Сульфідні мінерали містять сульфідні (S2-) або дисульфідні (S22-) аніони. Типовими прикладами є:
- Акантит Ag2S
- Халькозин Cu2S
- Галеніт PbS
- Сфалерит ZnS
- Халькопірит CuFeS2
- Мілерит NiS
- Кіновар HgS
- Антимоніт Sb2S3
- Пірит FeS2
- Молібденіт MoS2

## Сполуки з елементами V групи
Вивчення хімії сполук, що містять зв'зок {\displaystyle {\ce {S-N}}}, почалось 1835 року з отримання циклічної сполуки {\displaystyle {\ce {S4N4}}} (тетранітрид тетрасірки) і було стимульоване незвичайними електричними властивостями політіазілу - полімеру, що складається з ланцюжків {\displaystyle (SN)_{x}}. Політіазіл є першим відкритим електропровідним неорганічним полімером. Сполуки сірки з азотом отримують розчиненням галогенідів сірки в аміаку.
При безпосередній взаємодії сірки з фосфором може бути отриманий пентасульфід фосфору {\displaystyle {\ce {P4S10}}}. Решта сульфідів {\displaystyle P_{4}S_{n}} з {\displaystyle n<10} можуть бути отримані розчиненням сірки та фосфору в холодному нейтральному розчиннику.

## Оксиди
Спалюванням сірки отримують два основних оксиди сірки:
S + O2 → SO2 (діоксид сірки)
2 SO2 + O2 → 2 SO3 (триоксид сірки)
Спостерігається багато інших оксидів сірки, включаючи оксиди, багаті на сірку, включаючи монооксид сірки, монооксид сірки, діоксид сірки та вищі оксиди, що містять пероксогрупи.

## Галіди
Сірка реагує з фтором, утворюючи високоактивний тетрафторид сірки та високоінертний гексафторид сірки. Якщо фтор дає сполуки S(IV) і S(VI), то хлор дає похідні S(II) і S(I). Таким чином, дихлорид сірки, дихлорид дисірки і вищі хлорсульфани виникають в результаті хлорування сірки. Сульфурилхлорид і хлорсульфатна кислота є похідними сірчаної кислоти; тіонілхлорид (SOCl2) є поширеним реагентом в органічному синтезі. Галогеніди сірки є попередниками різноманітних комплексів металів.

### Псевдогалогеніди
Сірка окислює ціаніди і сульфіти, утворюючи тіоціанати і тіосульфати відповідно.

## Органічні сполуки

Ілюстративні сіркоорганічні сполуки
Аліцин, хімічна сполука в часнику
(R)- цистеїн, амінокислота, що містить тіолову групу
Метіонін, амінокислота, що містить тіоефір
Дифенілдисульфід(інші мови), представник дисульфідів
Перфтороктансульфонова кислота(інші мови), поверхнево-активна речовина
Дібензотіофен(інші мови), компонент сирої нафти
Пеніцилін, антибіотик, де "R" є змінною групою

Деякі з основних класів сірковмісних органічних сполук включають наступне:
- Тіоли або меркаптани (так звані, тому що вони захоплюють ртуть як хелатори) є аналогами сірки спиртів; обробка тіолів основою дає тіолат-іони.
- Тіоетери є сірчаними аналогами простих ефірів.
- Іони сульфонію мають три групи, приєднані до катіонного сірчаного центру. Диметилсульфоніопропіонат(інші мови) (DMSP) є однією з таких сполук, важливою в циклі морської органічної сірки.
- Сульфоксиди та сульфони — тіоефіри з одним і двома атомами кисню, приєднаними до атома сірки відповідно. Найпростіший сульфоксид, диметилсульфоксид, є звичайним розчинником; поширеним сульфоном є сульфолан(інші мови).
- Сульфонові кислоти використовуються в багатьох миючих засобах.

Сполуки з кратними зв'язками вуглець–сірка зустрічаються рідко, винятком є сірковуглець, летюча безбарвна рідина, структурно подібна до вуглекислого газу. Він використовується як реагент для виготовлення полімерної віскози та багатьох сіркоорганічних сполук. На відміну від монооксиду вуглецю, моносульфід вуглецю стабільний лише як надзвичайно розбавлений газ, який зустрічається між сонячними системами.
Сіркоорганічні сполуки відповідають за деякі неприємні запахи органічних речовин, що розкладаються. Вони широко відомі як одорант побутового природного газу, запах часнику та спрей скунса. Не всі органічні сполуки сірки мають неприємний запах у всіх концентраціях: монотерпеноїд (меркаптан грейпфрута), що містить сірку, у малих концентраціях має характерний запах грейпфрута, але має загальний тіоловий запах у більших концентраціях. Сірчаний іприт, потужний везикант, використовувався під час Першої світової війни як хімічна зброя.

## Вулканізація
Зв'язки сірка–сірка є структурним компонентом, який використовується для посилення гуми, подібно до дисульфідних містків, які роблять твердішими білки. У найбільш поширеному типі промислового «затвердіння» або зміцнення натурального каучуку елементарна сірка нагрівається разом із каучуком до такої міри, що хімічні реакції утворюють дисульфідні містки між ізопреновими ланками полімеру. Через тепло і сірку процес був названий вулканізацією на честь римського бога кузні та вулканізму.